# Ordre de bataille lors de la bataille de Crète
Ordre de bataille complet de la bataille de Crète de 1941.

## Alliés

### Forces terrestres

#### Forces alliées & Commonwealth, Crète - "Creforce"
PC Creforce – (zone orientale, est de La Canée)
Général Bernard Freyberg, VC, colonel Stewart
- Escadron C, 3rd The King's Own Hussars (sept chars légers)[2]

Major G.W.Peck
10 chars légers Mk VI
- Escadron B, 7e bataillon, Royal Tank Regiment

Lieutenant George Simpson
Deux chars Matilda II, armés par deux officiers et cinq artilleurs, 2e groupe, 3e régiment d'artillerie de campagne, Royal Australian Artillery (RAA).
- 1er bataillon, The Welch Regiment

Lieutenant-colonel Duncan, Military Cross, (en réserve)

#### 2edivisionnéo-zélandaise
PC division - Général Edward Puttick – (Zone occidentale, ouest de La Canée)
- 27e bataillon de mitrailleurs néo-zélandais du lieutenant-colonel Gwilliam
- 5e régiment d'artillerie de campagne néo-zélandais.
- 4e brigade d'infanterie néo-zélandaise du général Inglis, entre La Canée et Galatas
  - 18e bataillon d'infanterie néo-zélandais
  - 19e bataillon d'infanterie néo-zélandais
  - 20e bataillon d'infanterie néo-zélandais
  - 1ère batterie légère, Royal Artillery.

- 5e brigade d'infanterie néo-zélandaise (Général Hargest) (Máleme et Plataniás)
  - 21e bataillon d'infanterie néo-zélandais
  - 22e bataillon d'infanterie néo-zélandais (lieutenant-colonel Andrew, Victoria Cross)
  - 23e bataillon d'infanterie néo-zélandais
  - 28e bataillon d'infanterie néo-zélandais (maori)
  - 7e compagnie de campagne, génie néo-zélandais
  - 19e compagnie, Army Field Corps
  - 1er régiment grec (1,030 hommes) du colonel Papadimitropoulos
  - École d'officiers d'Evelpidon (17 officiers, 300 élèves), (Lieutenant-colonel Kitsos)

- 10e brigade d'infanterie néo-zélandaise (Lieutenant-colonel Kippenberger) (Galatas)
  - Cavalerie divisionnaire néo-zélandaise
  - Bataillon de marche néo-zélandais (conducteurs, mécaniciens, boulangers, etc., armés de fusils)
  - 6e régiment grec (1,389 hommes), (lieutenant-colonel Grigoriou)
  - 8e régiment grec (840 hommes), (lieutenant-colonel Karkoulas)

#### 14ebrigaded'infanterie
PC 14e brigade d'infanterie - Général Chappel - (Heraklion)
- - 2e bataillon, The Leicestershire Regiment (lieutenant-colonel Cox, DSO, MC) (637 hommes)
  - 2e bataillon, York and Lancaster Regiment (lieutenant-colonel Gilroy) (742 hommes)
  - 2e bataillon, The Black Watch (Major Pitcairn) (867 hommes)
  - 2/4e bataillon d'infanterie australienne du lieutenant-colonel Dougherty[3] (550 hommes)
  - 1er bataillon, The Argyll and Sutherland Highlanders (lieutenant-colonel Anderson, DSO, MC), secteur de Tymbaki
  - 7e régiment, Royal Artillery, du major Snook, DSO : 450 hommes sans canons, équipés en fantassins.
  - 3e régiment grec (656 hommes) du lieutenant-colonel Betinakis
  - 7e régiment grec (877 hommes) du colonel Cheretis
  - bataillon grec de garnison, laissé en arrière quand la 5e division grecque (division crétoise) part pour le continent (830 hommes)

#### 19ebrigaded'infanterie australienne
| 2/3e régiment d'artillerie (Australie)                      | Maj. Bessell-Browne | 6e batterie, 90 hommes et 4 canons (100 mm) italiens de prise, plus 4 x 75mm |
| 2/1er bataillon d'infanterie (Australie)                    | Lt. Col. Campbell   | 620 hommes (Rethymnon)                                                       |
| 2/11e bataillon d'infanterie (Australie)                    | Maj. Sandover       | 650 hommes (Rethymnon)                                                       |
| 2/7e bataillon d'infanterie (Australie)                     | Lt. Col. Walker     |                                                                              |
| 2/8e bataillon d'infanterie (Australie) Lt. Col. Mitchell ? |                     |                                                                              |
| 4e régiment grec                                            | Col. Trifon         | 1300 hommes (Rethymnon)                                                      |
| 5e régiment grec                                            | Lt. Col. Servos     | 1200 hommes (Rethymnon)                                                      |
| École de Gendarmerie                                        | Col. Chaniotis      | 916 hommes (Rethymnon)                                                       |

#### Organisation de défense mobile de base
PC - Général Weston- Souda
- 15e régiment côtier, RA
- Bataillon de marche "S", Royal Marine, Maj. Garrett (Royal Marines)
- 1er bataillon, The Rangers, The King's Royal Rifle Corps
- 102e régiment anti-char, RA (Northumberland Hussars) – sans canons, utilisé comme infanterie
- 106e régiment d'artillerie légère anti-aérienne, RA (Lancashire Hussars - Lieutenant-colonel Hely)
- 16e bataillon de marche de la brigade australienne - 350 hommes
formé à partir des survivants des 2/2e et 2/3e bataillons d'infanterie australienne
- 17e bataillon de marche de brigade australienne - 270 hommes
formé à partir des survivants des 2/5e et 2/6e bataillons d'infanterie australienne
- 1er bataillon de marche "Royal Perivolian" – regroupement d'unités britanniques disparates.
- 2e régiment grec - 930 hommes
- 2e régiment d'artillerie lourde antiaérienne, Royal Marines

### Forces navales
- Commandant en chef, Flotte de la Méditerranée - Amiral Cunningham

#### Forces A1
Force A1 – Contre-amiral Rawlings (R.A., 7e escadre de croiseurs)
- Cuirassés de classe Queen Elizabeth
  - HMS Warspite (03) – C.V. Fisher – endommagé[4]
  - HMS Valiant (02) – C.V. Morgan - endommagé[4]
- Destroyers classes G et H
  - HMS Greyhound (H05) – C.V. Marshall-A'Deane, Coulé 22 mai 1941
  - HMS Griffin (H31) - Lt. Letts
  - HMS Havock (H43) - Lt. Watkins
  - HMS Hero (H99) – C.V. Briggs
- Destroyers classes J, K et N
  - HMS Jaguar (F34) – C.F. Hine

#### Force B
Force B – Amiral Rawlings
- croiseur légers
  - HMS Gloucester (62) – C.V. Rowley, coulé 22 mai 1941 (722 morts)
  - HMS Fiji (58) – C.V. William-Powlett, coulé 22 mai 1941
  - HMS Orion (85) – C.V. Back - endommagé[4]
  - HMS Dido (37) – C.V. McCall - endommagé[4]
- Destroyers
  - HMS Decoy (H75) – C.V. McGregor
  - HMS Hereward (H93) - Lt. Munn, coulé par avions ennemis 29 mai 1941.
  - HMS Hotspur (H01) - C.F. Brown
  - HMS Imperial (D09) - C.F. De W Kitcat, coulé 29 mai 1941 au large de la Crète
  - HMS Jackal (F22) – C.F. Jonas
  - HMS Kimberley (F50) – C.F. Richardson

#### Force C
| HMS Naiad (93)     | C.V. Kelsey           |                                                                                               |              | croiseur léger - endommagé                                         |
| HMAS Perth (D29)   | C.V. Bowyer-Smyth     | 8x6 canons 6 pouces, 8x4 canons 6 pouces, 4x canons de 3 livres, 8x lance-torpilles 21 pouces | 6,830 tonnes | endommagé, coulé 1er mars 1942 Détroit de Sunda                    |
| HMS Kandahar (F28) | C.V. Robson           |                                                                                               |              | Destroyer                                                          |
| HMS Nubian (F36)   | C.V. Ravenhill        |                                                                                               |              | Destroyer - endommagé                                              |
| HMS Kingston (F64) | C.F. Sommerville      |                                                                                               |              | Destroyer - endommagé                                              |
| HMS Juno (F46)     | C.V. St John Tyrwhitt |                                                                                               |              | coulé 21 mai 1941                                                  |
| HMS Calcutta (D82) | C.V. Lees             |                                                                                               |              | Croiseur AA coulé 1er juin 1941 à moins de cent miles d'Alexandrie |

#### Force D
| Force D – Contre-amiral Glennie Destruction du convoi du Lupo (21–22 mai 1941) | Force D – Contre-amiral Glennie Destruction du convoi du Lupo (21–22 mai 1941) | Force D – Contre-amiral Glennie Destruction du convoi du Lupo (21–22 mai 1941) |
| Navire                                                                         | Pacha                                                                          | Remarques                                                                      |
| ------------------------------------------------------------------------------ | ------------------------------------------------------------------------------ | ------------------------------------------------------------------------------ |
| HMS Dido (37)                                                                  | C.V. McCall                                                                    | croiseur léger- endommagé                                                      |
| HMS Orion (85)                                                                 | C.V. William-Powlett                                                           | croiseur léger - endommagé                                                     |
| HMS Ajax (22)                                                                  | C.V. McCarthy                                                                  | croiseur léger - endommagé                                                     |
| HMS Janus (F53)                                                                | C.V. Tothill                                                                   | Destroyer                                                                      |
| HMS Hasty (H24)                                                                | C.F. Tyrwhitt                                                                  | Destroyer                                                                      |
| HMS Hereward (H93)                                                             | Lt. WJ Munn                                                                    | Destroyer - coulé par avions ennemis 29 mai 1941                               |
| HMS Kimberley                                                                  | C.F. Richardson                                                                | Destroyer                                                                      |

#### Force E
Force E – C.V. Mack (14e Flottille de destroyers)
- HMS Ilex (D61) – C.V. Nicholson
- HMS Jervis (F00) – C.V. Mack
- HMAS Nizam (G38) – C.F. Clark
- HMS Carlisle (D67) – C.V. Hampton - endommagé

#### 5th Destroyer Flotilla
5e Flottille de destroyers – C.V. Mountbatten
- HMS Kelly (F01) - C.V. Lord Louis Mountbatten, coulé le 23 mai 1941
- HMS Kashmir (F12) – C.V. King, coulé le 23 mai 1941
- HMS Kelvin (F37) - C.V. Alison - endommagé[4]
- HMS Jackal (F22) - C.F. Jonas
- HMS Kipling (F91) - C.V. St Clair-Ford

#### Flotte d'évacuation
Force d'évacuation de Sphakia - Contre-amiral King
- HMS Phoebe – C.V. Grantham, croiseur léger
- HMAS Perth – C.V. Bowyer-Smith, croiseur léger - endommagé[4]
- HMS Coventry – C.V. Carne, croiseur léger
- HMS Calcutta – C.V. Lees, croiseur AA, coulé le 1er juin 1941 avec 255 survivants
- HMS Glengyle – C.V. Petrie, navire de débarquement d'infanterie

- HMAS Napier (G97) – C.V. Tolson Arliss RN, chef de flottille classe-N.
- HMAS Nizam (G38) - C.F. Clark
- HMS Kelvin (F37) – C.V. Alison
- HMS Kandahar (F28) – C.V. Robson

### Forces aériennes
- Commandant en che, Moyen-Orient - Air Chief Marshall Longmore

- - No. 30 Squadron RAF (en) (Squadron Leader Milward/Sqn. Ldr. Shannon) - Bristol Blenheim
  - No. 33 Squadron RAF (Sqn. Ldr. MT StJ Prattle/Sqn.Ldr. Edward Howell, OBE, DFC) - Gloster Gladiator, Hawker Hurricane
  - No. 80 Squadron RAF (Sqn. Ldr. EG Jones) - Gloster Gladiator, Hawker Hurricane
  - No. 112 Squadron RAF (Sqn. Ldr. LG Schwab) - Gloster Gladiator, Hawker Hurricane
  - No. 203 Squadron RAF - Bristol Blenheim

## Forces de l'Axe

### Forces terrestres, aéroportées et aériennes

#### Fliegerkorps XI
| Unité                   | Commandant                 | Équipement/Remarques  |
| ----------------------- | -------------------------- | --------------------- |
| KGzbV 1                 | Oberst Fritz Morzik        | Junkers Ju 52         |
| KGzbV 2                 | Oberst Rüdiger von Heyking | Ju 52                 |
| KGzbV 3                 | Oberst U.Bucholz           | Ju 52                 |
| 22nd Luftlande Division | General comte von Sponeck  | Réserve (en Roumanie) |

#### Fliegerkorps VIII
| Unité                   | Commandant                            | Équipement/Remarques |
| ----------------------- | ------------------------------------- | -------------------- |
| Kampfgeschwader 2       | General-Major Herbert Rieckhoff (en)  | Do 17Z               |
| Jadgeschwader 77        | Major Bernhard Woldenga               | Me 109E              |
| Lehrgeschwader 1        | Oberst F-K Knust                      | Ju 88A & He 111H     |
| Sturzkampfgeschwader 1  | Oberst-Leutnant W.Hagen               | Ju 87R               |
| Sturzkampfgeschwader 2  | Oberst-Lt O.Dinort                    | Ju 87R               |
| Sturzkampfgeschwader 77 | Major comte von Schonborn-Wiesentheid | Ju 87R               |
| Zerstörergeschwader 26  | Oberst Johann Schalk                  | Bf 110C & Bf 110D    |

#### Luftflotte IV
| Unité                | Commandant         | Équipement/Remarques |
| -------------------- | ------------------ | -------------------- |
| 5th Panzer Division  | Gustav Fehn        |                      |
| 6th Gebirgs Division | Ferdinand Schörner |                      |

#### Luftlande Sturmregiment
| PC Luftlande Sturmregiment - Generalmajor Eugen Meindl, puis Col. Ramecke, Maj. Braun | PC Luftlande Sturmregiment - Generalmajor Eugen Meindl, puis Col. Ramecke, Maj. Braun | PC Luftlande Sturmregiment - Generalmajor Eugen Meindl, puis Col. Ramecke, Maj. Braun |
| Unité                                                                                 | Commandant                                                                            | Équipement/Remarques                                                                  |
| ------------------------------------------------------------------------------------- | ------------------------------------------------------------------------------------- | ------------------------------------------------------------------------------------- |
| 1er bataillon                                                                         | Major Walter Koch                                                                     | bataillon de planeurs                                                                 |
| 2e bataillon                                                                          | Major Edgar Stentzler                                                                 |                                                                                       |
| 3e bataillon                                                                          | Major Otto Scherber                                                                   |                                                                                       |
| 4e bataillon                                                                          | Hauptmann Walter Gericke                                                              |                                                                                       |

Deux compagnies de planeurs sont détachées à la 7e Flieger Division, ci-dessous

#### 7eFlieger Division
| Unité                        | Commandant                                | Sous-unité | Remarques |
| ---------------------------- | ----------------------------------------- | --- | --------- |
| 7e bataillon du génie        | Major Liebach                             | |           |
| 7e bataillon d'artillerie    | Major Bode                                | |           |
| 7e bataillon de mitrailleurs | Hauptmann Schulz                          | |           |
| 7e bataillon anti-chars      | Hauptmann Schmitz                         | |           |
| 1er Fallschirmjäger Regiment | Oberst Bruno Bräuer                       | 1er bataillon (Major Erich Walther), 2e bataillon (Hauptmann Burckhardt), 3e bataillon (Major Karl-Lothar Schulz)    | Heraklion |
| 2e Fallschirmjäger Regiment  | Oberst Alfred Sturm, Maj Schulz, Maj Paul | 1er bataillon (Major Kroh), 2e bataillon (Hauptmann Erich Pietzonka, 3e bataillon (Hauptmann Wiedemann)              | Retimno   |
| 3e Fallschirmjäger Regiment  | Oberst Richard Heidrich, Lt. Heckel       | 1er bataillon (Hauptmann Friedrich von der Heydte), 2e bataillon (Major Derpa), 3e bataillon (Major Ludwig Heilmann) | La Canée  |

Le 2e bataillon/2e FJ Rgt sert avec le 1er FJ Rgt

#### 5eGebirgsDivision
| Unité                           | Commandant                     | Sous-unités                                 |
| ------------------------------- | ------------------------------ | ------------------------------------------- |
| 95e bataillon d'artillerie      | Oberstleutnant Wittmann        |                                             |
| 95e bataillon anti-chars        | Major Bindermann               |                                             |
| 95e bataillon de reconnaissance | Major comte Castell zu Castell |                                             |
| 95e bataillon du génie          | Major Schaette                 |                                             |
| 95e bataillon de transmissions  | Major Nolte                    |                                             |
| 85e Gebirgsjäger Regiment       | Oberst August Krakau           | 1er bataillon - 2e bataillon - 3e bataillon |
| 100e Gebirgsjäger Regiment      | Oberst Willibald Utz           | 1er bataillon - 2e bataillon - 3e bataillon |
| 141e Gebirgsjäger Regiment      | Oberst Maximilian Jais         | 1er bataillon - 2e bataillon - 3e bataillon |

## Liens
- Bataille de Crète